# 희망의 요소
희망의 요소(The Element of Hope)는 대한민국에서 제작된 이원영 감독의 2021년 멜로/로맨스 영화이다. 이승훈 등이 주연으로 출연하였다.

## 출연

### 주연
- 이승훈
- 박서은

### 조연
- 임영우
- 임정은
- 김명준
- 이원영

## 제작진
- 프로듀서: 임정은
- 믹싱: 김시현
- 슈퍼바이저 프로듀서: 장률
- 배급총괄: 다빈
- 배급진행: 채소라
- 배급진행: 신관현
- 배급진행: 문입생
- 홍보마케팅총괄: 채소라
- 온라인디자인: 신관현
- 번역: 정찬미

## 수상 목록
- 2023년 제43회 한국영화평론가협회상 영평 10선 (희망의 요소)